# Liste des cantons de l'Indre

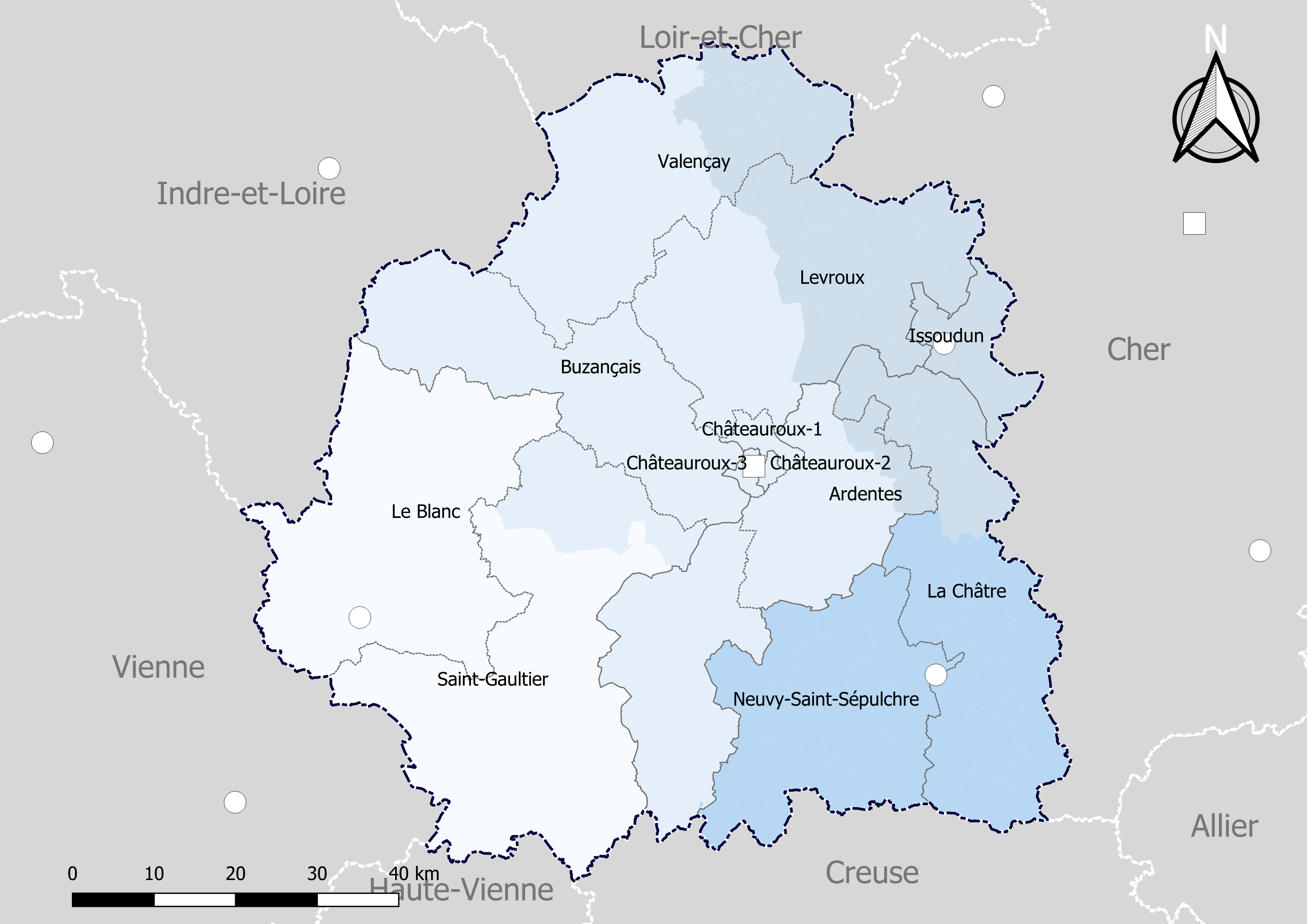
Découpage cantonal du département de l'Indre, avec en surimpression les arrondissements (en nuances de bleu) - Carte arrêtée au 1er janvier 2019.

Le département de l'Indre compte treize cantons depuis mars 2015, à la suite du redécoupage cantonal de 2014.

## Histoire

### Découpage cantonal de 1973 à 2015

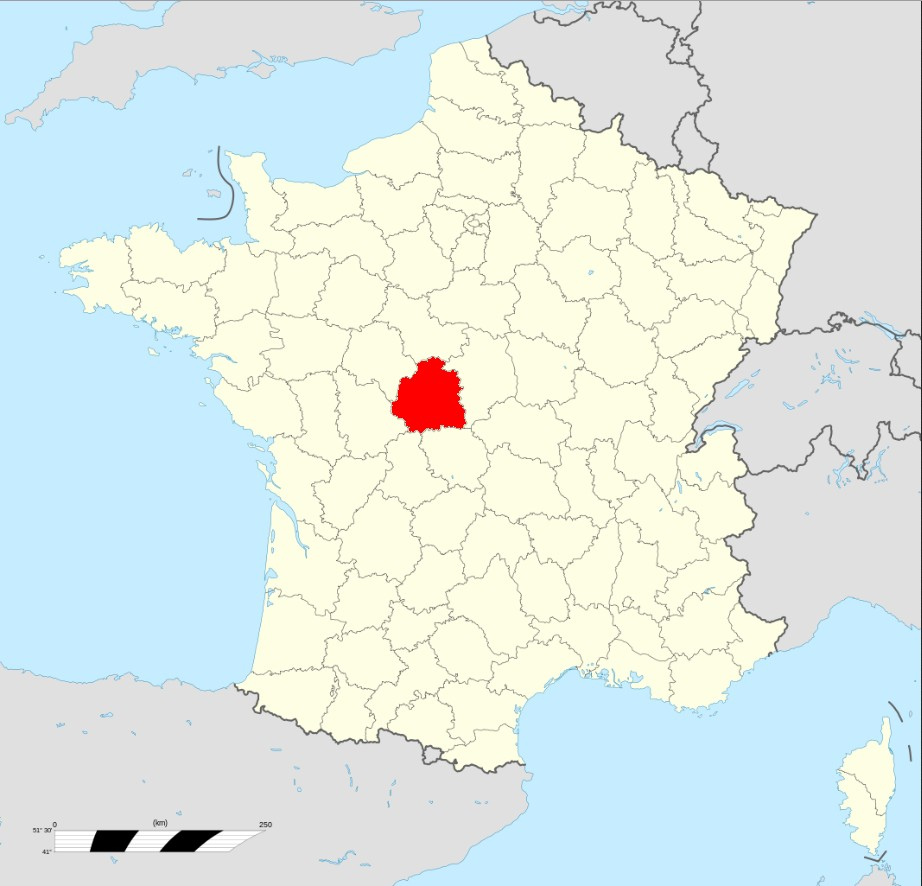
Le département de l'Indre en France.

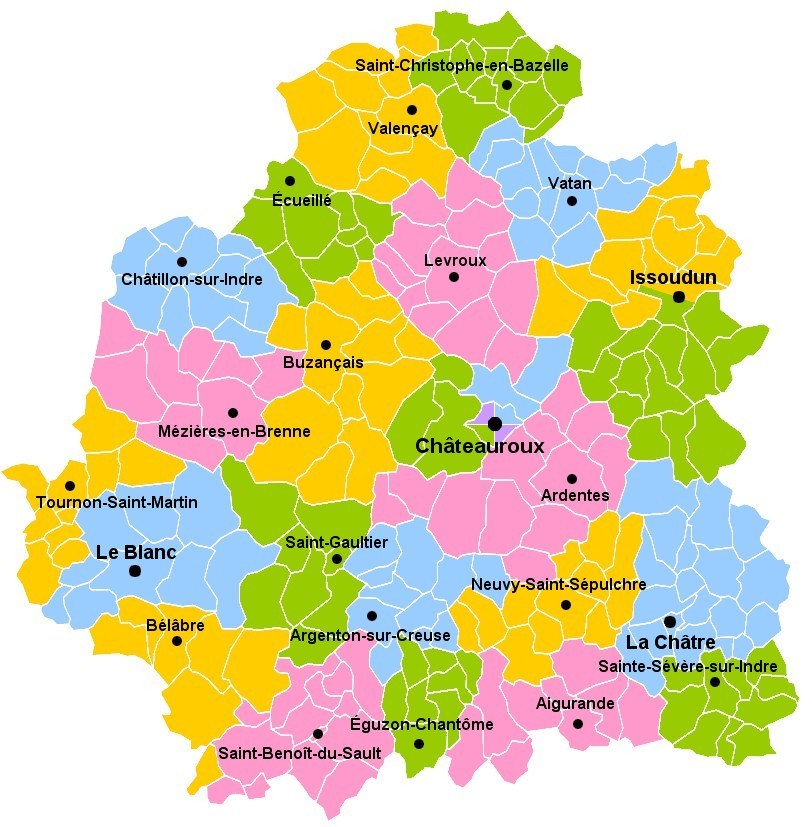
La carte des cantons de 1790 à 2015.

| Arrondissements | Cantons                     | Nombre de communes | Code Insee | Chefs-lieux                 |
| --------------- | --------------------------- | ------------------ | ---------- | --------------------------- |
| Le Blanc        | Bélâbre                     | 7                  | 36 04      | Bélâbre                     |
| Le Blanc        | Le Blanc                    | 9                  | 36 05      | Le Blanc                    |
| Le Blanc        | Mézières-en-Brenne          | 8                  | 36 15      | Mézières-en-Brenne          |
| Le Blanc        | Saint-Benoît-du-Sault       | 14                 | 36 17      | Saint-Benoît-du-Sault       |
| Le Blanc        | Saint-Gaultier              | 8                  | 36 19      | Saint-Gaultier              |
| Le Blanc        | Tournon-Saint-Martin        | 10                 | 36 21      | Tournon-Saint-Martin        |
| Châteauroux     | Ardentes                    | 12                 | 36 02      | Ardentes                    |
| Châteauroux     | Argenton-sur-Creuse         | 11                 | 36 03      | Argenton-sur-Creuse         |
| Châteauroux     | Buzançais                   | 11                 | 36 06      | Buzançais                   |
| Châteauroux     | Châteauroux-Centre          | 1                  | 36 07      | Châteauroux                 |
| Châteauroux     | Châteauroux-Est             | 3                  | 36 24      | Châteauroux                 |
| Châteauroux     | Châteauroux-Ouest           | 4                  | 36 25      | Châteauroux                 |
| Châteauroux     | Châteauroux-Sud             | 1                  | 36 26      | Châteauroux                 |
| Châteauroux     | Châtillon-sur-Indre         | 10                 | 36 08      | Châtillon-sur-Indre         |
| Châteauroux     | Écueillé                    | 9                  | 36 10      | Écueillé                    |
| Châteauroux     | Levroux                     | 13                 | 36 14      | Levroux                     |
| Châteauroux     | Valençay                    | 10                 | 36 22      | Valençay                    |
| La Châtre       | Aigurande                   | 9                  | 36 01      | Aigurande                   |
| La Châtre       | La Châtre                   | 19                 | 36 09      | La Châtre                   |
| La Châtre       | Éguzon-Chantôme             | 8                  | 36 11      | Éguzon-Chantôme             |
| La Châtre       | Neuvy-Saint-Sépulchre       | 12                 | 36 16      | Neuvy-Saint-Sépulchre       |
| La Châtre       | Sainte-Sévère-sur-Indre     | 10                 | 36 20      | Sainte-Sévère-sur-Indre     |
| Issoudun        | Issoudun-Nord               | 12                 | 36 12      | Issoudun                    |
| Issoudun        | Issoudun-Sud                | 14                 | 36 13      | Issoudun                    |
| Issoudun        | Saint-Christophe-en-Bazelle | 12                 | 36 18      | Saint-Christophe-en-Bazelle |
| Issoudun        | Vatan                       | 14                 | 36 23      | Vatan                       |

### Redécoupage cantonal de 2014
Dans la poursuite de la réforme territoriale engagée en 2010, l'Assemblée nationale adopte définitivement le 17 avril 2013 la réforme du mode de scrutin pour les élections départementales destinée à garantir la parité hommes/femmes. Les lois (loi organique 2013-402 et loi 2013-403) sont promulguées le 17 mai 2013. Un nouveau découpage territorial est défini par décret du 18 février 2014 pour le département de l'Indre. Celui-ci entre en vigueur lors du premier renouvellement général des assemblées départementales suivant la publication du décret, soit en mars 2015. Les conseillers départementaux sont élus au scrutin majoritaire binominal mixte. Les électeurs de chaque canton éliront au Conseil départemental, nouvelle appellation des Conseils généraux, deux membres de sexe différent, qui se présenteront en binôme de candidats. Les conseillers départementaux seront élus pour 6 ans au scrutin binominal majoritaire à deux tours, l'accès au second tour nécessitant 10 % des inscrits au 1er tour. En outre la totalité des conseillers départementaux est renouvelée.
Ce nouveau mode de scrutin nécessite un redécoupage des cantons dont le nombre est divisé par deux avec arrondi à l'unité impaire supérieure si ce nombre n'est pas entier impair et avec des conditions de seuils minimaux. Dans l'Indre le nombre de cantons passe ainsi de 26 à 13.
Les critères du remodelage cantonal sont les suivants : le territoire de chaque canton doit être défini sur des bases essentiellement démographiques, le territoire de chaque canton doit être continu et les communes de moins de 3 500 habitants sont entièrement comprises dans le même canton. Il n’est fait référence, ni aux limites des arrondissements, ni à celles des circonscriptions législatives.
Conformément à de multiples décisions du Conseil constitutionnel depuis 1985 et notamment sa décision no 2010-618 DC du  9 décembre 2010, il est admis que le principe d’égalité des électeurs au regard des critères démographiques est respecté lorsque le ratio conseiller/habitant de la circonscription est compris dans une fourchette de 20 % de part et d'autre du ratio moyen conseiller/habitant du département. Pour le département de l'Indre, la population de référence est la population légale en vigueur au 1er janvier 2013, à savoir la population millésimée 2010, soit 231 176 habitants. Avec 13 cantons la population moyenne par conseiller départemental est de 17 783 habitants. Ainsi la population de chaque nouveau canton doit-elle être comprise entre 14 226 habitants et 21 339 habitants pour respecter le principe de l'égalité citoyenne au vu des critères démographiques.

## Composition actuelle

### Composition détaillée

La carte des cantons après 2015.

| Cantons               | Arrondissements                | Nombre de communes          | Code Insee | Bureau centralisateur |
| --------------------- | ------------------------------ | --------------------------- | ---------- | --------------------- |
| Ardentes              | Châteauroux (9) Issoudun (3)   | 12                          | 36 01      | Ardentes              |
| Argenton-sur-Creuse   | Châteauroux (12) La Châtre (8) | 20                          | 36 02      | Argenton-sur-Creuse   |
| Le Blanc              | Le Blanc                       | 27                          | 36 03      | Le Blanc              |
| Buzançais             | Châteauroux                    | 20                          | 36 04      | Buzançais             |
| Châteauroux-1         | Châteauroux                    | 1 + Fraction de Châteauroux | 36 05      | Châteauroux           |
| Châteauroux-2         | Châteauroux                    | Fraction de Châteauroux     | 36 06      | Châteauroux           |
| Châteauroux-3         | Châteauroux                    | Fraction de Châteauroux     | 36 07      | Châteauroux           |
| La Châtre             | La Châtre (26) Issoudun (8)    | 34                          | 36 08      | La Châtre             |
| Issoudun              | Issoudun                       | 6                           | 36 09      | Issoudun              |
| Levroux               | Châteauroux (12) Issoudun (22) | 34                          | 36 10      | Levroux               |
| Neuvy-Saint-Sépulchre | Châteauroux (1) La Châtre (24) | 25                          | 36 11      | Neuvy-Saint-Sépulchre |
| Saint-Gaultier        | Le Blanc (29) Châteauroux (5)  | 34                          | 36 12      | Saint-Gaultier        |
| Valençay              | Châteauroux (19) Issoudun (10) | 28                          | 36 13      | Valençay              |